# Омар Бонго (стадион)
„Омар Бонго“ (на френски: Stade Omar Bongo) е многофункционален стадион в Либревил, Габон.
Използва се предимно за футболни мачове. Стадионът има капацитет 40 000 души. Наречен е на президента на Габон Омар Бонго.